# Al Berto
Al Berto, eigentlich Alberto Raposo Pidwell Tavares (* 11. Januar 1948 in Coimbra, Portugal; † 13. Juni 1997 in Lissabon, Portugal) war ein portugiesischer Dichter. Er war ein Vertreter des Surrealismus und gilt als eine der großen Stimmen der Poesie der 1980er Jahre sowie der homosexuellen erotischen Poesie in Portugal.

## Leben und Wirken
Al Berto entstammte einer Familie des Bürgertums, die teilweise sogar britische Wurzeln aufweisen kann. Seine Kindheit und Jugend verbrachte er in Sines. Später ging er nach Lissabon, wo er an der Escola Antonio Arroio und der Escola de Sociedade de Belas Artes Malerei studierte. Seine Studien setzte er im Exil in Brüssel fort, wo er seit 1967 tätig war und bis 1975 lebte. Weitere Stationen seines Wirkens waren Paris und Barcelona gewesen. 1971 schwor er der Malerei ab und begann sich intensiv mit dem Verfassen von Literatur zu beschäftigen.
Sein erstes Buch erschien 1977. Danach erfolgten zahlreiche weitere Bücher, vor allem Lyrikbände sowie ein Roman. 1988 erhielt er den Premio do Clube Pen. Sein Werk ist in diverse Sprachen übersetzt, so auch ins Deutsche, wo bisher vier Bücher des Dichters greifbar sind.
Al Berto starb am 13. Juni 1997 im Alter von 49 Jahren an den Folgen von Lymphknotenkrebs.
2017 erschien der Kinofilm Al Berto – Grenzenlose Liebe des portugiesischen Regisseurs Vicente Alves do Ó, der den Abschnitt seines Lebens kurz nach der Nelkenrevolution zeigt.

## Lyrik und Werk
Sein Werk stellt den Menschen in all seinen Facetten in den Mittelpunkt mit fast anthropologischer Genauigkeit. Wie Walt Whitman streift er durch die Stadt, um die ihm begegnenden Menschen und Massen zu erfassen. Alles ist durchzogen von einem Neosurrealismus, dessen wichtigster Anhänger er in Portugal zusammen mit Alexandre O’Neill war. Viele Gedichte sind von einer unterschwelligen Homosexualität geprägt, die auf autobiographische Erfahrungen des Autors zurückgreifen.

## Werke (Auswahl)
- Trabalhos do Olhar, 1982, Lyrik.
- Salsugem, 1984, Lyrik.
- O medo/Trabalho poetico, (1976–1986), Lyrik.
- Lunário, 1988, Roman.
- O livro das regressos, 1989, Lyrik.
- A secreta vida das imagens, 1991, Lyrik.
- Luminoso Afogada, 1995, Lyrik.
- Horto de Incêndio, 1997, Lyrik.

In deutscher Übersetzung
- Horto de Incêndio – Garten der Flammen. Gedichte. Mit einem Nachwort von José Riço Direitinho. Aus dem Portugiesischen von Luísa Costa Hölzl und Michael von Killisch-Horn, Heidelberg: Elfenbein Verlag, 1998.
- Mondwechsel. Roman. Aus dem Portugiesischen von Sven Limbeck. Heidelberg: Elfenbein Verlag, 1999.
- Salsugem – Salz. Gedichte. Portugiesisch – Deutsch. Übersetzt und mit einem Nachwort versehen von Sven Limbeck. Berlin: Elfenbein Verlag, 2003.
- Ein Dasein aus Papier. Gedichte. Portugiesisch – Deutsch. Übersetzt von Michael Kegler. Berlin: Elfenbein Verlag, 2021.